# 陳凱凌
陳凱凌（1969年3月10日—），是台灣學者及政治人物，曾任臺南市政府經濟發展局局長，新竹市政府都市發展處處長、桃園大眾捷運股份有限公司總經理、高雄市政府捷運工程局局長、高雄市政府建設局代理局長、高雄市政府副秘書長、高雄市政府環境保護局代理局長等職務。陳凱凌在高雄市政府時期是少數擔任超過五個單位首長人物之一，曾被媒體喻為「救火隊」，只要有首長懸缺一時無法補實，最常被想到的理想職務代理人就是他。
2022年12月23日，陳凱凌因涉嫌貪汙，遭台南地檢署聲請羈押獲准。2023年3月，陳凱凌被揭露疑涉嫌收賄、接受廠商性招待，接受業者招待上酒店喝花酒。4月20日，台南地检署以贪污及洗钱防治条例等罪起诉陳凱凌。

2023年8月16日，陳凱凌因涉嫌貪汙，台南地方法院一審宣判，陳凱凌涉犯5罪，應執行有期徒刑8年，褫奪公權5年。隔年一月，台南高等法院二審改判6年5月徒刑、褫奪公權5年。

## 早年
陳凱凌出生於臺北市，擁有國立臺灣師範大學政治學系法學博士學位
。

## 政界經歷

### 高雄縣政府新聞室主任
2006年3月高雄市政府市長機要陳凱凌是前代理高雄市長陳其邁的愛將，未隨陳其邁離開高雄市政府，原本請辭打算攻讀博士；詎料被高雄縣政府縣長楊秋興中途攔劫，延攬陳凱凌接任新聞室主任，相當於地方政府的新聞局長。

### 高雄市政府環保局代理局長
2006年7月接任高雄市環保局代理局長，推行「以功代金─中元普渡紙錢集中焚燒」活動，響應節能減碳。

### 高雄市政府副秘書長
2007年10月升任高雄市政府副秘書長
，擔任副秘書長期間著手於高雄市都市規劃與港灣開發，如愛河整治、旗津觀光島之塑造、蓮池潭風景區的整理、舊港區再生、捷運開通新紀元、2009世運準備。

### 高雄市政府建設局代理局長
2007年12月暫代建設局局長一職。

### 高雄市政府捷運工程局局長
2009年9月擔任高雄市捷運局局長一職，當時，高雄捷運公司虧損累累，三年累積虧損約新台幣60億元，甫上任的陳凱凌喊出決不停駛的口號
，並開始著手了解虧損之原因；同年10月份因「平準基金」撥款事件與高雄捷運公司董事長劉三錡意見相左；陳凱凌認為，平準基金應該用於先支付營運上所需的費用，而非急於撥款給廠商，因此要求高雄捷運公司提出使用這筆款項的細部計畫；而高捷公司則表示「只要錢給我就好了，不要問細目」。
2010年 01月 雙方達成共識，陳凱凌強調，平準基金「後控機制」是站在維護市民權益的立場，要求捷運公司能將平準基金專款專用於營運所需，包含用人費用、水電、維修費用及償還借貸本息等支出，且不得用於支付統包商工程款。此機制既為保障高捷員工權益，又可維持捷運正常營運，創造多贏局面。」。

任內績效：根據交通部統計查詢網2009年9月至2012年1月資料顯示，搭乘人次由原300萬人次成長至500萬人次，收入由最低7,800萬成長至1億2,000萬。

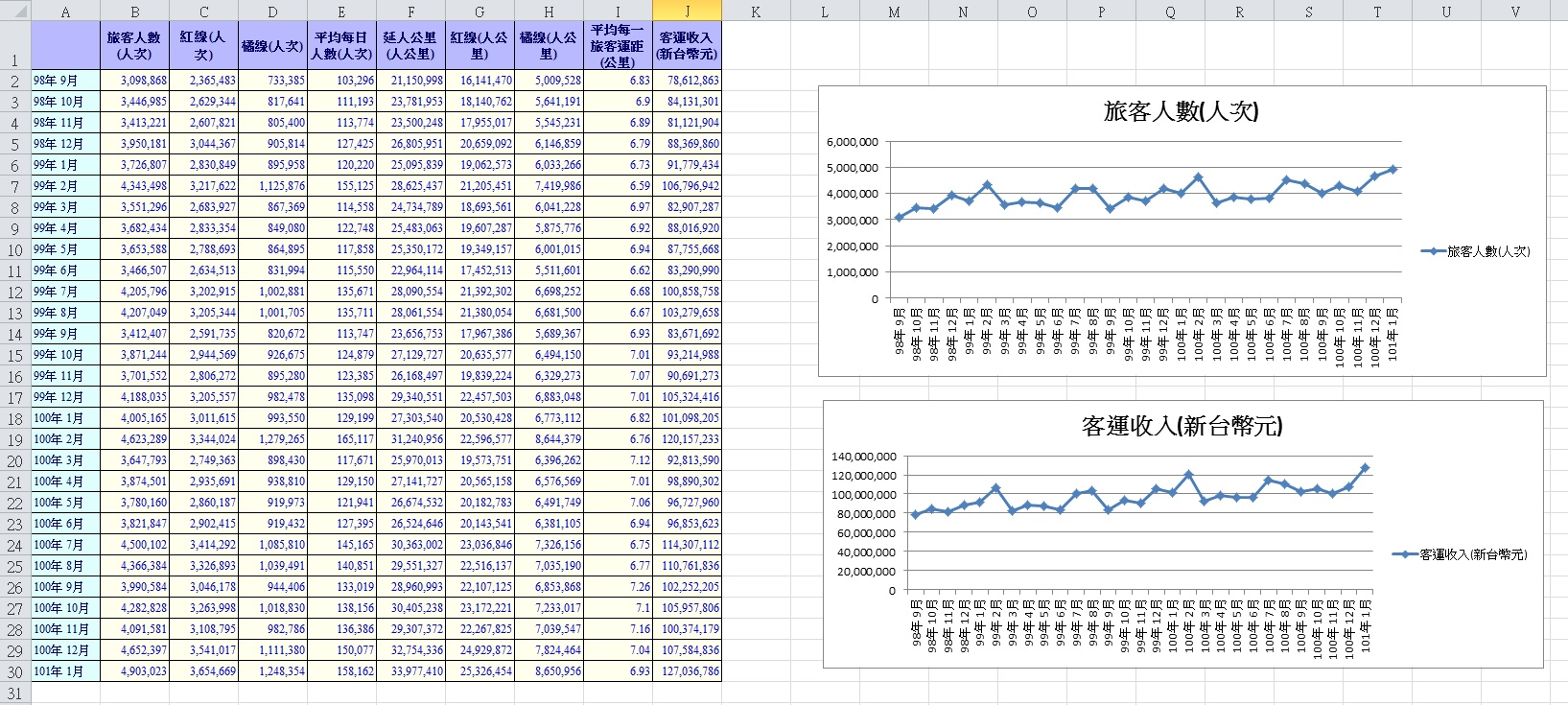
高雄捷運2009年9月至2011年1月營運績效

### 高雄市莫拉克風災重建委員會執行長
2012年1月11日接任莫拉克風災重建委員會執行長一職，2012年4月23日勤和樂樂段永久屋基地落成，重建之路進入一個新里程碑。

### 桃園大眾捷運股份有限公司總經理
2014年12月18日擔任桃園大眾捷運股份有限公司總經理一職
，剛接任之際，因顧慮外界對機場捷運採購弊案觀感不佳，恐會影響公司形象，特別成立採購小組嚴格把關以杜絕弊案，並於民國104年7月初招募402位新生力軍，規劃訓練課程及建立證照考試制度提升同仁能力，以因應通車所需之服務人力需求。
然其謹慎個性發現工程上有多處問題，嚴重影響通車安全，曾向承商提出改正要求，
起初承商否認缺失影響安全，後因蘇迪勒颱風使缺失現形才得以證明其顧慮的正確性，因此，
系統穩定、安全無虞成為不能打折扣的通車原則。
因系統測試遲遲無法通過大捷法所規定，連續七日必須達到99.7%的考驗，通車時間由原本的104年底，
延至105年3月底；
在這期間，爆發了許多的爭議事件，包括：減價驗收現況通車事件以及機捷通車踢皮球事件，然而，這些事件對於通車並無實質幫助，而機捷又因多次滑軌，號誌異常、售票機當機等四大缺失，造成3月底通車再度跳票，交通部也不再承諾通車時間。
此時，外界不免把蔡英文總統520就職與機場捷運通車做政治聯想，認為蔡總統一上任必定會給予交通部通車壓力，但事實並非如此。
同年6月28日一場暴雨漫淹機場捷運A13站，暴露出機場捷運尚有許多工程需要改善，8月29日陳凱凌再度重申，機捷通車沒有時間表，並表示，機捷通車是安全穩定的專業問題，從安全及專業進行考量，未達法令規範標準就不會通車，不必有任何政治考量。 直到9月1日，準點率大幅提升，通車時程才露出曙光。
媒體猜測，通車時程應該在年底，議員質疑年底通車必定是政治考量，不可能原來4,522項缺失，能在短時間內減少到剩下200項，有美化數據之嫌疑。陳凱凌則說明，絕無政治考量，數據改善得這麼快，主因是英國西門子參與改善，未來，機捷要通車，一定要符合大眾捷運法規定，不會有先通車、後續達標問題。
同年10月，桃園捷運公司加強密集演練，迎接即將到來的通車時刻。
2016年10月31日機捷穩定度已達97－99%，已接近初勘標準。
2016年12月3日與12月4日進行初勘，尚有十二項缺失需改善.
2016年12月30日完成履勘，共列出八項缺失需要在試營運前改善。
2017年1月25日桃園捷運公司拿到營運許可證，陳凱凌正式對外說明2017年2月2日試營運免費試乘，3月2日正式通車。
營運初期，外界對於桃園捷運的營運狀況並不看好，專家學者及公眾人物更常以桃捷為例，來提醒政府勿過度投入軌道運輸建設。例如：2017年4月18日 柯市長要媒體去問桃捷的現金流量，諷捷運會虧到不省人事，並質疑前瞻4,200億的軌道運輸建設。；2017年7月5日，吳淡如搭機捷談交通建設「不是自己覺得很棒就好」，外界的質疑與指教，反而使陳凱凌拋開大眾捷運必定是虧損的產業想法，更專注在運量提升與公司獲利上。
2017年8月，赴日拜訪南海電鐵及關西機場，開啟跨國性鐵道與機場聯手行銷的先例。
2017年12月20日陳凱凌於市政會議中進行報告，桃園機場捷運自今年3月2日通車，每日平均運量約5.6萬人次，準點率達99.95%，已達到「系統穩定、營運安全」目標。目前員工有1067人，今年預估盈餘為6,000至7,000萬元。。創下首年有盈餘及準點率逼近北捷的兩大奇蹟。
107年1月20日四社合作發行聯票（桃園捷運、南海電鐵、桃園機場、關西機場）記者會，陳凱凌指出：桃捷經過這一年和日方的溝通、交流，桃園已經成為一個捷運城市，因此我們肩負起「捷運行銷和捷運外交」的重責大任。。
107年2月21日代表台灣觀光的Rapi:t藍武士鋼彈桃捷列車於日本關西機場與大阪難波車站間開跑，引起當地民眾熱烈討論。陳凱凌坦言，日方的龜毛，一度讓團隊難以招架，畢竟叛逆前衛的鋼彈車，不能為了彩繪破壞武士招牌。為了完成這個案子，台日還開了一個LINE群組，一來一來好幾十次，才有鋼彈台灣彩繪車誕生，力拚觀光大國的台灣，現在要靠鋼彈加持再上一層樓。

### 新竹市政府都市發展處處長
2018年12月受該年連任成功的新竹市長林智堅之邀，擔任新竹市政府都市發展處處長一職。

## 貪汙醜聞
台南市經發局長陳凱凌坦承收賄並接受性招待，台南地方法院裁定羈押禁見，陳凱凌疑收受光電業者、土地開發商、建商賄款，接受性招待上酒店喝花酒。陳凱凌等4名官員已離職3個多月，卻仍名列官股台南市農產運銷公司、台南市肉品市場董事，各握有931萬多股，律師表示這顯然已違法。

## 論文著作
- [ http://aleweb.ncl.edu.tw/F?func=item-global&doc_library=TOP02&doc_number=003040966 （页面存档备份，存于） 城市競爭力關鍵因子之探討-以高雄市2000-2010年發展為例 國立臺灣師範大學／政治學研究所／100／博士 ]
- [ http://handle.ncl.edu.tw/11296/ndltd/05839110348438950907 基層防救災體系緊急應變行動之剖析-以溫妮風災林肯大郡災變為例 論文出版年:1998 校院名稱:國立臺灣大學 / 碩士]